# Хардинес-дель-Иподромо
Стадион «Хардинес-дель-Иподромо Мария Минчефф де Ласарофф» (исп. Estadio Jardines del Hipódromo María Mincheff de Lazaroff) — футбольный стадион в городе Монтевидео, название получил от района, в котором располагается. «Хардинес-дель-Иподромо» расположен в нескольких сотнях метрах к востоку от Национального ипподрома Мароньяс в северо-западной части Монтевидео.
«Хардинес-дель-Иподромо» — домашний стадион футбольного клуба «Данубио». «Дунайцы» используют «Хардинес-дель-Иподромо» только для матчей чемпионата Уругвая, выступая в международных клубных турнирах на национальном стадионе Сентенарио ввиду его бо́льшей вместимости.

## История
Идея построить собственный стадион зародилась у руководства «Данубио» в 1950 году. Первый камень был заложен 25 июля 1954 года. 25 августа 1957 года произошло официальное открытие стадиона. На протяжении более чем 40 лет у «Хардинес-дель-Иподромо» не была достроена одна из трибун, и лишь в 2000 году трибуна на 4,5 тысяч мест была достроена. В 2010-е годы по соображениям безопасности вместимость «Хардинес-дель-Иподромо» не превышает 12,2 тыс. зрителей, хотя изначально стадион вмещал 18 тысяч (при рекорде посещаемости в 19 071 зритель).
В 2006 году на стадионе были открыты новые раздевалки, ложи для прессы, установлена современная электротехника.
В 2017 году к названию стадиона было добавлено имя Марии Минчефф де Ласарофф — матери основателей клуба Мигеля и Хуана Ласарофф.
Стадион расположен по адресу в районе Хардинес-дель-Иподромо: Avenida Dr. Carlos Nery esq. Avenida Acrópolis (Авенида доктора Карлоса Нери, угол авениды Акрополис). В переводе название стадиона (как и района) означает «Сады ипподрома».